# Strasbourg (thiết giáp hạm Pháp)
Strasbourg là một thiết giáp hạm được Hải quân Pháp chế tạo trước Chiến tranh Thế giới thứ hai, là chiếc thứ hai trong lớp Dunkerque được đóng mới kể từ sau Hiệp ước Hải quân Washington. Nó đã hoạt động trong giai đoạn đầu của chiến tranh cho đến khi bị Hải quân Anh tấn công tại cảng Mers-el-Kébir bên bờ Địa Trung Hải, rồi bị đánh đắm tại Toulon vào tháng 11 năm 1942.

## Thiết kế
Trang bị vũ khí không mạnh và vỏ giáp yếu hơn những thiết giáp hạm đương thời, lớp Dunkerque được xem là một thiết giáp hạm thu nhỏ, và chúng được đánh giá là cân bằng hơn so với tàu chiến-tuần dương, khi phải đánh đổi tính năng hoạt động giữa vỏ giáp và vũ khí trang bị. Được thiết kế nhằm đối phó với những "thiết giáp hạm bỏ túi" thuộc lớp Deutschland của Đức, Strasbourg tỏ ra vượt trội hơn về mọi mặt so với chúng, vốn dựa trên thiết kế tàu tuần dương hạng nặng được mở rộng.
Thiết kế của Strasbourg rất sáng tạo, toàn bộ dàn pháo chính được bố trí trên hai tháp pháo bốn nòng phía trước cho phép bắn toàn bộ hỏa lực ra phía trước không giới hạn. Đây cũng là sơ đồ lớp thiết giáp hạm Nelson của Hải quân Hoàng gia Anh, nhưng với ba tháp pháo mang chín khẩu pháo, nên góc bắn của tháp pháo sau cùng bị giới hạn bởi tháp pháo trước mặt nó. Việc bố trí toàn bộ dàn pháo chính trên tháp pháo bốn nòng là đặc tính độc đáo của thiết kế những thiết giáp hạm Pháp cuối cùng, được áp dụng cho những chiếc Richelieu và Jean Bart tiếp theo. Lớp King George V của Hải quân Hoàng gia Anh cũng có đặc tính này.

## Lịch sử hoạt động
Trong cuộc Chiến tranh Giả vờ, và Strasbourg được sử dụng cùng với tàu chị em Dunkerque trong việc đảm bảo an toàn các tuyến đường thương mại hàng hải quốc tế. Từ tháng 10 đến tháng 12 năm 1939, nó cùng với tàu sân bay Anh HMS Hermes truy tầm tàu tuần dương Admiral Graf Spee. Từ năm 1939, Strasbourg cùng Dunkerque, các tàu tuần dương và các tàu khu trục lớn của Pháp đã hình thành nên một lực lượng đặc nhiệm nhanh đặt tên là Lực lượng Bắn phá, đặt căn cứ tại Brest, với Dunkerque làm soái hạm. Đối mặt với một thái độ mơ hồ của Ý, vào mùa Xuân năm 1940, Lực lượng Bắn phá được gửi đến hoạt động tại Địa Trung Hải.
Sau khi Pháp đầu hàng, Strasbourg cùng với Dunkerque neo đậu tại cảng Mers-El-Kebir thuộc Algerie. Cả hai trở thành mục tiêu của cuộc tấn công vào ngày 3 tháng 7 năm 1940 bởi Lực lượng H của Hải quân Hoàng gia Anh, bao gồm tàu chiến-tuần dương HMS Hood cùng các thiết giáp hạm HMS Revenge và HMS Valiant. Trong khi Dunkerque bị hư hại nặng, Strasbourg may mắn thoát khỏi các loạt đạn pháo 15 inch (381 mm) của phía Anh, sự truy đuổi của HMS Hood cùng máy bay ném ngư lôi Fairey Swordfish của tàu sân bay HMS Ark Royal, nó cùng các tàu khu trục hộ tống đến được Toulon chiều tối ngày hôm sau.
Vào năm 1941, được trang bị những kiểu radar đời đầu của Pháp, Strasbourg trở thành soái hạm của Hải quân Vichy Pháp, nhưng hầu như không bao giờ đi ra biển. Khi quân Đức tìm cách chiếm lấy Hạm đội Pháp tại Toulon vào ngày 27 tháng 11 năm 1942, Strasbourg bị Hải quân Pháp tự đánh đắm.
Strasbourg được Hải quân Ý cho nổi trở lại vào ngày 17 tháng 7 năm 1943, nhưng việc Ý đầu hàng khiến mọi việc ngừng trệ và người Đức chiếm lấy con tàu. Ngày 1 tháng 4 năm 1944 nó được trao lại cho Hải quân Pháp, nhưng rồi lại bị máy bay ném bom Mỹ đánh chìm vào ngày 18 tháng 8 năm 1944. Sau khi Toulon được giải phóng, nó được cho nổi lên lần thứ hai vào ngày 1 tháng 10 năm 1944, được sử dụng vào việc thử nghiệm chất nổ ngầm dưới nước trước khi bị loại bỏ vào ngày 22 tháng 3 năm 1955, và bị bán để tháo dỡ ngày 27 tháng 5 cùng năm.

## Những hình ảnh

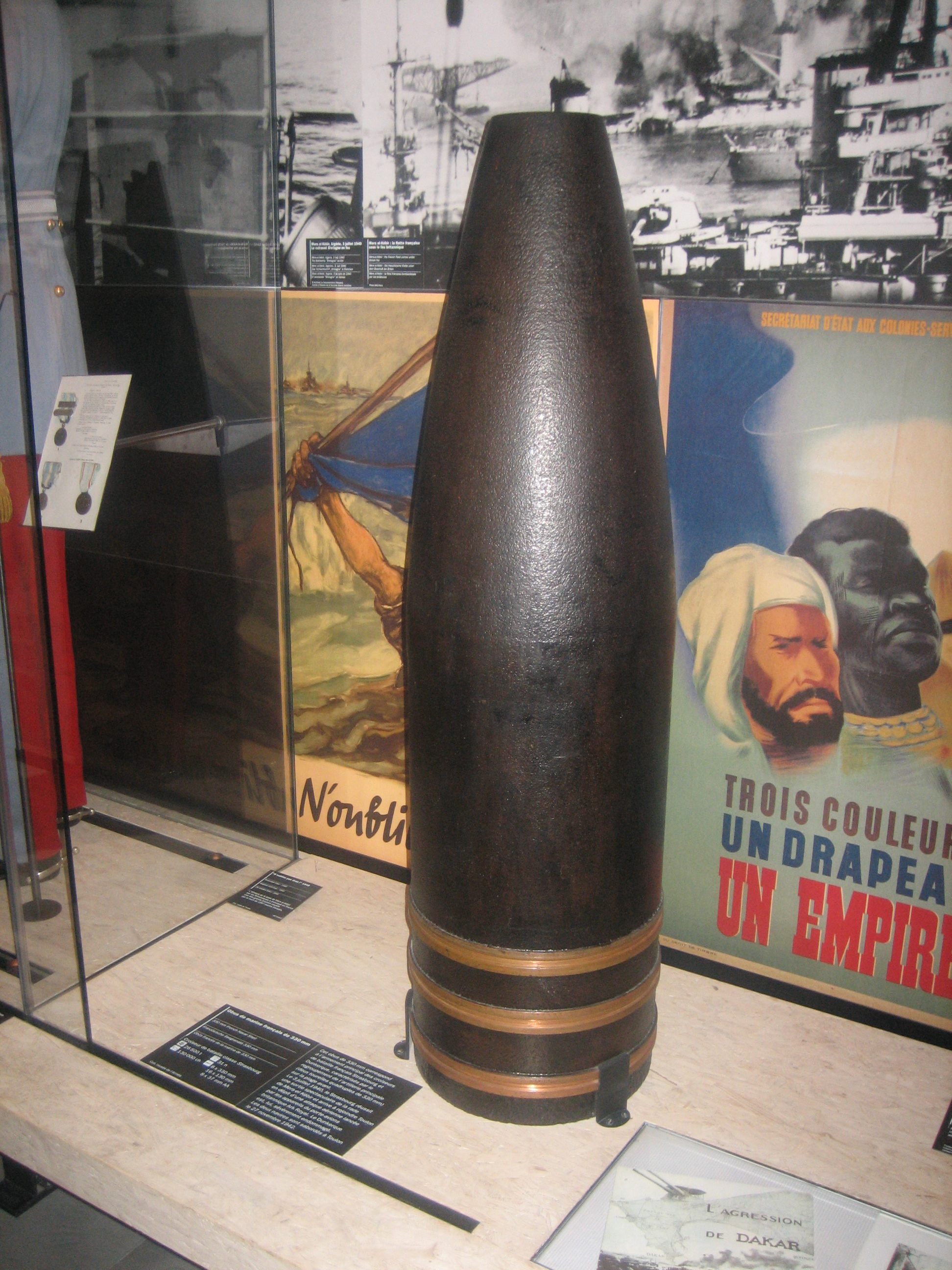
Một quả đạn pháo 330 mm như được sử dụng bởi dàn pháo chính của Dunkerque và Strasbourg.
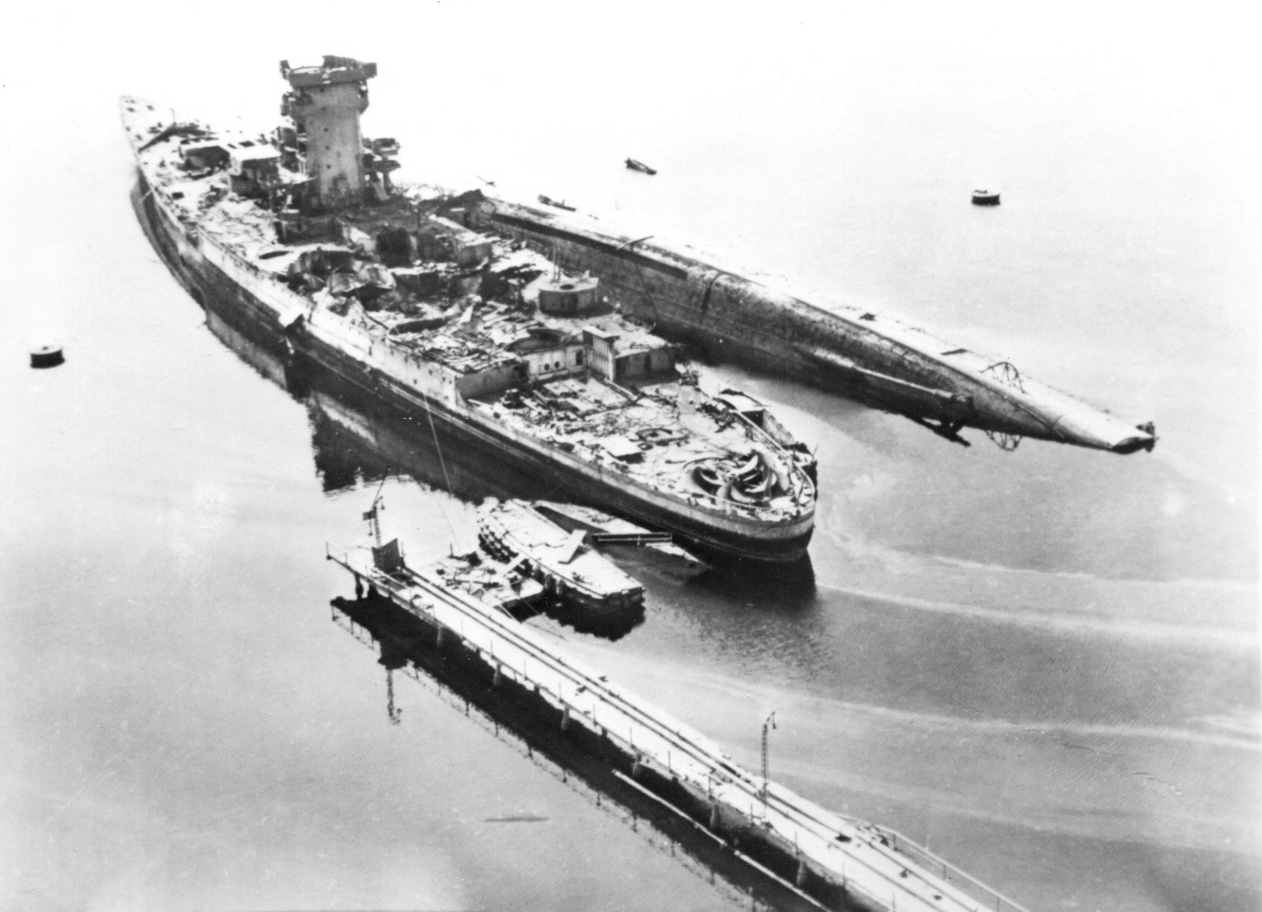
Strasbourg sau đợt ném bom của Không lực Mỹ ngày 18 tháng 8 năm 1944.